# Gamebryo
Gamebryo est un moteur de jeu vidéo écrit en C++ et utilisé notamment dans Dark Age of Camelot, Fallout 3 et Civilization IV. Il a été développé par Numerical Design Limited (NDL) en remplacement du NetImmerse engine.
Avec la création de Gamebryo, NDL a fusionné avec Emergent Game Technologies (EGT) en perdant son nom. Gamebryo a évolué en « Gamebryo LightSpeed » qui est un des deux produits de Emergent Game Technologies.
Gamebryo a servi de base à Bethesda Game Studios pour le développement du Creation Engine.

## Description
Gamebryo est un moteur 3D programmé en C++, adapté pour les développeurs de jeux vidéo. Il peut être utilisé sur différentes plates-formes :
- Nintendo GameCube (à partir de la version 1.2)
- PlayStation 2 (à partir de la 1.2)
- PlayStation 3 / PSN (à partir de la 2.6)
- Wii / WiiWare (à partir de la 2.6)
- Windows avec DirectX 9/10/11 (à partir de la version 2.6)
- Xbox (à partir de la 1.2)
- Xbox 360 (à partir de la 2.6)

La licence de Gamebryo peut être acheté sous forme de binaire (accompagnés des headers, des bibliothèques et d'outils annexes) ou sous forme de code source dans son intégralité, permettant ainsi le debuggage. Il est livré avec une documentation. Il existe aussi une licence scolaire pour les écoles de développement.

## Utilisation

### Gamebryo
| Jeu                                                    | Année | Plate-forme             | Développeur                                                |
| ------------------------------------------------------ | ----- | ----------------------- | ---------------------------------------------------------- |
| Atlantica Online                                       | 2008  | PC                      | Ndoors Corporation                                         |
| Axis & Allies                                          | 2004  | PC                      | TimeGate Studios                                           |
| Bully: Scholarship Edition                             | 2008  | PC, Xbox 360, Wii       | Rockstar Vancouver, Rockstar New England, Rockstar Toronto |
| Catherine                                              | 2011  | PlayStation 3, Xbox 360 | Atlus                                                      |
| DIVINA / ディビーナ                                    | 2010  | PC                      | PlayCoo                                                    |
| Pro Cycling Manager - Season 2010                      | 2010  | PC                      | Cyanide Game Studios                                       |
| Dark Age of Camelot                                    | 2001  | PC                      | Mythic Entertainment                                       |
| Defense Grid: The Awakening                            | 2008  | XBLA, PC                | Hidden Path Entertainment                                  |
| Divinity 2: Ego Draconis                               | 2009  | PC, Xbox 360            | Larian Studios                                             |
| Dragonica                                              | 2009  | PC                      | Barunson                                                   |
| Drift City                                             | 2007  | PC                      | NPluto                                                     |
| The Elder Scrolls IV: Oblivion                         | 2006  | PC, Xbox 360, PS3       | Bethesda Softworks                                         |
| The Elder Scrolls IV: Shivering Isles (Expansion Pack) | 2007  | PC, Xbox 360, PS3       | Bethesda Softworks                                         |
| Empire Earth II                                        | 2005  | PC                      | Mad Doc Software                                           |
| Empire Earth III                                       | 2007  | PC                      | Mad Doc Software                                           |
| Epic Mickey                                            | 2010  | Wii                     | Junction Point Studios                                     |
| Fallout 3                                              | 2008  | PC, Xbox 360, PS3       | Bethesda Game Studios                                      |
| Fallout: New Vegas                                     | 2010  | PC, Xbox 360, PS3       | Obsidian Entertainment                                     |
| Freedom Force vs. The 3rd Reich                        | 2005  | PC                      | Irrational Games                                           |
| The Guild 2                                            | 2006  | PC                      | 4HEAD Studios                                              |
| Jumper : Griffin's Story                               | 2008  | PS2, Wii, 360           | Redtribe                                                   |
| Kohan II: Kings of War                                 | 2004  | PC                      | Gathering                                                  |
| Playboy: The Mansion                                   | 2005  | PS2, PC, Xbox           | Cyberlore Studios Inc.                                     |
| Real Life Plus                                         | 2010  | PC, Mac                 | Real Life Plus                                             |
| Red Ocean                                              | 2007  | PC                      | Collision Studios                                          |
| RidingClub Championships                               | 2008  | PC                      | Artplant                                                   |
| Rift: Planes of Telara                                 | 2010  | PC                      | Trion Worlds                                               |
| Sid Meier's Civilization IV                            | 2005  | PC, Mac                 | Firaxis                                                    |
| Sid Meier's Pirates!                                   | 2004  | PC, Xbox, Mac, PSP      | Firaxis                                                    |
| Sid Meier's Railroads!                                 | 2006  | PC                      | Firaxis                                                    |
| Sovereign Symphony                                     | 2008  | PC                      | Céidot Game Studios                                        |
| Speed Racer, le jeu vidéo                              | 2008  | Wii                     | Sidhe Interactive                                          |
| Tenchu: Shadow Assassins                               | 2009  | Wii, PSP                | Acquire                                                    |
| Way of the Samurai 3                                   | 2008  | PS3, 360                | Acquire                                                    |
| Warhammer Online: Age of Reckoning                     | 2008  | PC                      | Mythic Entertainment                                       |
| Wildlife Park 2                                        | 2006  | PC                      | Deep Silver                                                |
| Zoo Tycoon 2                                           | 2004  | PC                      | Blue Fang Games                                            |
| Fable (jeu vidéo, 2004)                                | 2004  | PC, Xbox                | Big Blue Box                                               |

### NetImmerse
| Jeu                                        | Année | Plate-forme   | Développeur                       |
| ------------------------------------------ | ----- | ------------- | --------------------------------- |
| Dark Age of Camelot                        | 2001  | PC            | Mythic Entertainment              |
| The Elder Scrolls III: Morrowind           | 2002  | PC, Xbox      | Bethesda Softworks                |
| The Elder Scrolls III: Tribunal Expansion  | 2003  | PC, Xbox      | Bethesda Softworks                |
| The Elder Scrolls III: Bloodmoon Expansion | 2003  | PC, Xbox      | Bethesda Softworks                |
| Freedom Force                              | 2002  | PC, Mac       | Irrational Games                  |
| Futurama                                   | 2003  | Xbox, PS2     | Unique Development Studios Sweden |
| Memorick: The Apprentice Knight            | 2004  | Xbox          | Microïds                          |
| Prince of Persia 3D                        | 1999  | PC, Dreamcast | Red Orb Entertainment             |
| Simon the Sorcerer 3D                      | 2002  | PC            | Headfirst Productions             |
| Star Trek: Bridge Commander                | 2002  | PC            | Totally Games                     |
| Zoo Tycoon 2                               | 2004  | PC            | Microsoft Game Studios            |
| Ragnarök Online 2: Legend of the Second    | 2010  | PC            | Gravity                           |